# Mouthe (station de sports d'hiver)
Mouthe, également appelée Teleskis de la Source du Doubs, désigne la petite station de ski située sur le territoire de la commune française de Mouthe, dans le département du Doubs et la région Bourgogne-Franche-Comté.

## Domaine skiable
Le domaine skiable est, malgré sa taille relativement faible, l'un des 5 plus vastes du Jura français. Il est situé dans le val de Mouthe, sur les pentes du massif du Noirmont, à proximité de la source du Doubs, à 2 km à l'est du centre de Mouthe. La piste de difficulté verte, de 3,5 km de longueur, est de fait une route forestière damée en hiver. Les deux autres pistes (une bleue et une rouge) sont longues de 2 km chacune.
Le domaine de pistes de ski de fond en liaison avec les stations voisines est le plus vaste de France.